# Joseph Knabl
Joseph Knabl, född 17 juli 1819, död 3 november 1881, var en  tysk skulptör.
Joseph Knabl var en bildsnidare, som utförde kyrkliga bildverk i trä och sten, bland andra på 1850-talet bilder för domen i Augsburg, senare högaltaret i Frauenkirche i München, med en berömd framställning av Jungfru Marias kröning. Han blev 1862 professor vid akademien i München.